# I Walk Alone
«I Walk Alone» es el primer sencillo del disco My Winter Storm de la cantante finlandesa Tarja Turunen. Fue lanzado el 26 de octubre de 2007 a través del sello Universal Music.
En 2009 el cantante noruego de hard rock y melodic metal Jørn Lande incluyó una versión de la canción en su disco Spirit Black.

## Composición
La canción fue compuesta por Mattias Lindblom, Anders Wollbeck y Harry Sommerdahl quienes se inspiraron en el Requiem de Mozart, presentándola en una atmósfera dramática que se combina perfectamente con la poderosa voz de Turunen. Ha sido considerada por los medios como una respuesta a «Bye Bye Beautiful» de Nightwish, que fue dedicada a Turunen tras su expulsión del grupo.
Turunen mencionó que la "tormenta de invierno" nombrada en la canción representa a sus propios fans, que la hacen continuar haciendo lo que más ama (cantar). Ha interpretado a «I Walk Alone» en todas sus giras desde el Storm World Tour. Considera a esta canción como una de las diez más importantes de su carrera.

## Canciones
Versión sencillo
| Pista | Título                                    |
| ----- | ----------------------------------------- |
| 1     | «I Walk Alone» (Versión sencillo)         |
| 2     | «The Reign»                               |
| 3     | «I Walk Alone» (The Tweaker Remix)        |
| 4     | «I Walk Alone» (Video - Versión sencillo) |

Artist Version
| Pista | Título                                             |
| ----- | -------------------------------------------------- |
| 1     | «I Walk Alone» (Artist version)                    |
| 2     | «Ciaran's Well»                                    |
| 3     | «I Walk Alone» (The Darkroom Mix por Deviousnoise) |
| 4     | «I Walk Alone» (Video - Versión sencillo)          |

## Video musical
El video oficial de la canción fue filmado en Berlín, Alemania y fue dirigido por Jörn Heitmann, quien ya había trabajado con Tarja en 2005 durante el rodaje del video de Sleeping Sun, perteneciente a su antigua banda, Nightwish. En él, podemos ver a la cantante interpretando a cuatro enigmáticos personajes que de alguna forma se relacionan con la historia de una niña que extravía a su hermano pequeño en un bosque lleno de peligros.

## Posicionamiento
| Lista (2007)                            | Posición máxima |
| --------------------------------------- | --------------- |
| Austria (Austria Singles Charts)        | 37              |
| Unión Europea (European Singles Charts) | 61              |
| Finlandia (Finnish Singles Charts)      | 6               |
| Alemania (Germany Singles Charts)       | 16              |
| Suiza (Switzerland Singles Charts)      | 49              |